# Дуган, Джон
Джон Марк Дуган (англ. John Mark Dougan, 15 декабря 1976, Уилмингтон, Делавэр, США) — бывший офицер полиции США и морской пехоты США, запросивший политического убежища в России в 2016 году, конспиролог, пропагандист. В 2022 году, во время вторжения на Украину, стал одним из главных героев российской пропаганды, выступая в качестве «западного эксперта». В 2024 году газета «The New York Times" назвала его «самым опасным человеком в мире, владеющим информацией», а "NewsGuard" — «кремлевским дезинформационным импресарио» с «талантом к глобальному онлайн-вредительству» и «профессиональным оперативником». проживающий в Москве, активно вовлеченный в информационную войну против Запада». ФБР описало его как «российского оперативника, который специализировался на проведении некоторых из самых тщательно продуманных русских информационных кампаний».

## Биография
Дуган служил в полиции с 2003 года. В 2009 году оставил работу в полиции и занялся частным консультированием. По утверждению ФБР, он взломал и разместил в открытом доступе информацию о 12 000 агентах ФБР и полиции. В апреле 2016 года улетел в Москву и получил политическое убежище. Дуган в течение нескольких лет вёл интернет-сайт, в котором осуждал шерифа Рика Брэдшоу из округа Палм-Бич, Флорида.

### Конфликт с шерифом Риком Брэдшоу
В 2009 году Джон Марк Дуган был уволен из полиции города Уиндхэм по обвинениям, которые позже оказались ложными. Дуган, сообщивший о неправомерном поведении в полиции, столкнулся с обвинениями в сексуальных домогательствах, которые в конечном счете были отклонены Комиссией по правам человека штата Мэн (MHRC). MHRC сочла увольнение необоснованным, обратив внимание на предыдущие отчеты Дугана о навыках сотрудника по обеспечению безопасности и должностных преступлениях обвинителя. В 2011 году Дуган успешно подал в федеральный суд иск против города Уиндхэм (дело № 2:11-cv-00214), оправдав свои действия как информатора . Первоначальная заявительница позже подала в суд на город Уиндхэм, заявив о домогательствах со стороны коллег в отместку за ее первоначальные обвинения в адрес Дугана, утверждениях, что никто не хотел с ней работать, и домогательствах. Город Уиндхэм урегулировал дело во внесудебном порядке, при этом условием урегулирования было то, что она сдаст свое полицейское удостоверение.
Джон Марк Дуган основал свой сайт PBSOtalk.org в 2009 году. Любой мог анонимно разместить информацию о фактах коррупции и превышения полномочий сотрудниками полиции.
В 2012 году он получил информацию и доказательства того, что шериф округа использует деньги налогоплательщиков для привлечения спонсоров на свою избирательную кампанию и на представительские расходы (а именно- 870 долларов, потраченные Брэдшоу на обеды). После того, как Комиссия по этике штата Флорида рассмотрела поданную на Брэдшоу жалобу, его оправдали, так как «он не знал, что его действия являлись нарушением закона». Вскоре после этого главный заместитель округа Палм-Бич подал иск против Дугана.
При этом комиссия признала подобные действия «несовместимыми с надлежащим выполнением обязанностей шерифа». Вскоре после рассмотрения дела Комиссией по этике, а также безуспешной попытке выкупить сайт PBSOtalk.com, шериф Брэдшоу подал жалобу на Дугана. Жалоба касалась электронной рассылки в день перед выборами в ноябре 2012 года по листу избирателей округа Палм Бич с сервера BurtAaronson.com, принадлежащего Дугану. В письме утверждалось, что BurtAaronson.com более не поддерживает шерифа Брэдшоу в качестве кандидата, а отдает предпочтение его сопернику по предвыборной гонке. Настоящий же Берт Ааронсон, один из управляющих округа, настаивает на том, что он вообще не был в курсе этой рассылки. Он обвинил Дугана в краже личности и пытался добиться его ареста.
В офисе окружного прокурора Палм Бич установили, что, раз Дуган владеет этим сайтом, он имеет полное право на его использование, однако, назвали рассылку «вызывающим поведением». Далее уточнили, что законы не меняются на «вседозволяющих просторах интернета».
В 2015 году он флиртовал по телефону с бывшим следователем по имени Льюис, который работал на шерифа Брэдшоу в округе Палм-Бич, выдавая себя за женщину по имени «Джессика» и используя для этого программное обеспечение для изменения голоса. Дуган записал все телефонные разговоры с Льюисом, но для трансляции аудиозаписи ему пришлось скрыть свою личность, поскольку он совершил преступление. Так родился образ хакера BadVolf, вдохновленный обсуждением Льюисом российской киберпреступной группы. Записи раскрывают целенаправленные расследования и преследование политических недругов шерифа, включая Дугана, людей, нелестно отзывающихся о шерифе.  ФБР совместно с полицейскими округа Палм Бич устроили рейд в доме Дугана по факту обнародования этих аудиофайлов, полагая, что они были перехвачены. Другой причиной рейда, указанной в ордере, было подозрение в хакерстве и размещение тысяч имён, адресов и телефонных номеров полицейских, судей и агентов ФБР.
По словам самого Джона Марка, это было лишь предлогом, чтобы забрать его компьютеры в попытке выяснить источники информации и закрыть его сайт.

### Эмиграция из США
Связь Дугана с Россией начала формироваться задолго до того, как он бежал из США в 2016 году. Сам он говорит, что впервые посетил Россию в 2013 году, после сообщения в Facebook от россиянки, которая выразила интерес к его работе по разработке систем АТС (частных телефонных сетей, используемых внутри компании). По данным The Daily Beast, первый визит Дугана в Россию состоялся в феврале 2013 года, что было запечатлено на совместной фотографии Джона Дугана с Павлом Бородиным, которую Дуган выложил в Facebook. Подробности их встречи неясны, но сам Дуган рассказал, что Бородин попросил его создать «благотворительный сайт по сбору средств для всех благотворительных организаций в России».
После рейда в его дом 14 марта 2016 года Дуган решил уехать. Дуган взял машину друга и с париком на голове, оставив бывшую жену и двоих детей, направился к границе с Канадой. Дуган арендовал самолёт и прилетел в Канаду, не проходя американскую таможню. Из Торонто Дуган долетел до Стамбула, где сделал пересадку на рейс до Москвы. Джон стал четвертым американцем, который получил гражданство через политическое убежище в России.
Анонимный источник сообщил репортеру газеты "Extra" Хосе Ламбьету, что провайдер GoDaddy закрыл сайт Дугана под давлением со стороны правоохранительных органов. Сайт был перемещен на российский хостинг.
В 2018 году Дуган опубликовал книгу о BadVolf, изменив многие детали своей реальной истории и зайдя так далеко, что взял на себя ответственность за утечку электронной почты Демократической партии и кампании Хиллари Клинтон в 2016 году. Дуган указывал в качестве своего источника Сета Рича, 27-летнего сотрудника Национального комитета Демократической партии, убитого в результате стрельбы на Вашингтон-стрит в июле 2016 года. Нераскрытое убийство позволило Дугану разжечь теории заговора вокруг смерти 27-летнего парня. Его книгу, как и фильм о нем, рекламировал российский телеканал RT.
По состоянию на 2022 год Джон Дуган проживал в Москве. Бывший полицейский и «хакер» получил временный статус в феврале 2017 года, а в декабре 2018 года он стал постоянным.

### Вторжение России на Украину
После начала войны на Украине, Дуган распространял дезинформацию о российско-украинской войне, выступая в роли «западного эксперта» и «западного журналиста», для придания правдоподобности кремлёвской пропаганде
Джон Дуган распространяет теорию заговора о биолабораториях на территории Украины, утверждая, что одной из целей вторжение России на Украину было уничтожение этих лабораторий. По утверждениям Джона, разрабатываемое в лабораториях оружие нацелено на поражение русского населения. Возможность существования такого оружия отвергается современным научным сообществом. 
11 марта 2022 года Дуган загрузил 188-страничный документ на русском языке, в котором утверждается, что он представляет собой доказательство злонамеренных действий американцев. Вскоре после этого он загрузил черновой перевод на английский язык. «Деятельность военных биологических лабораторий направлена на моделирование природных штаммов различных инфекций, создание специальных конструкций, которые будут иметь внешние признаки природных эпидемий, но принесут наиболее тяжелые потери».
2 октября 2022 года Дуган получил «письмо» от анонимного информатора с «фотоматериалами и документами», которые подтверждали бы версию о диверсии США и Норвегии на «Северном потоке».
Активно посещал оккупированные территории Украины, участвовал в шоу на российском ТВ. Летом 2022 года Дуган взял интервью у пленного украинского военнослужащего Эйдена Эслина, приговоренного к смертной казни в самопровозглашённой Донецкой Народной Республике. В ходе встречи бывший американский полицейский заставил заключенного спеть гимн России. 
В июле 2024 года широко распространилась фальшивая новость, за авторством Джона Дугана, о якобы купленном Еленой Зеленской автомобиле за 4,5 миллиона евро.

## Сеть фальшивых новостей

### Список ресурсов модерируемых Джоном Дуганом
Согласно исследовательскому отчету, опубликованному компанией NewsGuard, которая отслеживает дезинформацию, около 167 фейковых новостных сайтов, распространяющих российскую пропаганду среди американской аудитории, связаны с Джоном Марком Дуганом (его IP-адресом).
Ресурсы выглядят похожими на сайты новостных агентств и уже преуспели в распространении ряда ложных историй вокруг войны в Украине:
- DC Weekly
- New York News Daily
- Boston Times
- ChicagoChron
- Miami Chronicle
- The London Crier
- Seattle Tribune[27] и др.

### Кампания информационной войны
15 декабря 2023 года исследователи Клемсонского университета Даррен Линвилл и Патрик Уоррен обнародовали революционное расследование современного образца отмывания нарративов, сочетающего в себе коварство традиционной тактики КГБ и огромный потенциал цифровых технологий. В их докладе «Эволюция инфекции: цифровые технологии и отмывание нарративов» прослеживается прямая связь между знаменитой операцией «ИНФЕКЦИЯ» и сложными операциями сегодняшнего дня. Среди них деятельность Джона Марка Дугана выделяется своей успешностью в манипулировании общественным мнением, причём масштабы и эффективность этой деятельности во много раз превосходят возможности старого КГБ.
Как следует из расследования, в своих кампаниях Дуган использует сочетание цифровых публикаций, социальных сетей и искусственного интеллекта для осуществления того, что можно было бы описать как «отмывание нарративов 2.0». В отличие от более топорных дезинформационных усилий последних лет, стратегия Дугана включает в себя более искусный, более коварный процесс размещения, наслаивания и интеграции нарративов в общественное сознание, ещё больше усиливая их воздействие за счёт скорости и охвата Интернета. Этот современный подход к информационной войне, как документируют Линвилл и Уоррен, ускоряет распространение сфабрикованных историй, снижает операционные расходы и, что особенно важно, стирает границы между подлинностью и вымыслом более эффективно, чем когда-либо прежде. На примере Дугана доклад показывает пугающую эволюцию искусства манипулирования нарративами, отмечая важную веху в продолжающейся саге о глобальных дезинформационных кампаниях.
Джон Марк Дуган стал одним из главных и изощрённых участников в распространении дезинформации и искажении смыслов в глобальном масштабе. В эпицентре его сетей распространения информации находится платформа DC Weekly с которой Дуган вступил в информационную войну в невиданных ранее масштабах.

#### Генезис цифровой империи Дугана
Переехав в Россию в 2016 году, бывший работник полиции США Джон Дуган под видом независимого журналиста через обширную сеть веб-адресов, связанных между собой сложной сетью IP-адресов и общих ресурсов, начал распространять пророссийские информационные нарративы, в том числе касательно таких тем, как участие российских военные на востоке Украины и российско-украинской войны в общем.
В апреле 2021 года, после некоторого периода неактивности, Дуган оживил "DC Weekly", обновив его внешний вид, но сохранив те же нарративы. Наряду с множеством других доменов, (включая личные блоги Дугана, сайт сплетен, подробно описывающий его взаимодействия с офисом шерифа Палм-Бич, а также несколько новостных агентств), DC Weekly сыграл важную роль в формировании и распространении мнений, особенно касательно геополитической напряжённости вокруг Украины.

#### Мастер-класс по отмыванию нарративов
Деятельность Дугана выходит за рамки традиционных рамок дезинформации благодаря изощрённому использованию искусственного интеллекта и наслаиванию нарративов друг на друга . В отличие от грубого тупого инструмента в виде ферм троллей, DC Weekly и родственные ему сайты используют тонкость интеграции и подлинности нарратива, создавая видимость достоверности, усомниться в которой очень трудно. Иллюзия наличия разнохарактерной плодовитой редакционной команды (с подробными биографиями людей разных рас и полов) проработана очень скрупулёзно – это свидетельствует о тщательном внимании к деталям, несмотря на вымышленную природу персонажей.
Эффективность этого подхода была ярко продемонстрирована распространением вызывающей разногласия истории о причастности президента Украины Владимира Зеленского к скандалу, связанному с якобы покупкой роскошных яхт на американские деньги – не смотря на свою безосновательность, данный нарратив смог проникнуть на высшие уровни политического дискурса США . Такие фигуры, как член Конгресса США, республиканка Марджори Тейлор Грин и сенаторы Том Тиллис и Дж. Д. Вэнс, стали невольными участниками нарративной войны Дугана, и их публичные заявления отражают посеянные DC Weekly нарративы, тем самым иллюстрируя ощутимое влияние цифровых махинаций Дугана на реальную политику и восприятие действительности. 
Марджори Тейлор Грин, ссылаясь на необоснованные обвинения, заявила в Твиттере: «Любой, кто голосует за финансирование Украины, финансирует самую коррумпированную схему отмывания денег из всех зарубежных войн в истории нашей страны» , напрямую связывая слухи с дебатами о военной помощи Украине. Аналогичным образом, в ходе дискуссии на "CNN" сенатор Том Тиллис признал, что «восприятие коррупции возникло из-за некоторых заявлений о том, что мы не можем этого делать, потому что люди будут покупать яхты на эти деньги», подчеркнув, как эта история повлияла на обеспокоенность в Конгрессе. Сенатор Дж. Д. Вэнс, развивая эту тему в подкасте, риторически поставил под сомнение приоритетность финансирования: «Есть люди, которые хотят урезать социальное обеспечение, довести наших бабушек и дедушек до нищеты, зачем? Чтобы один из министров Зеленского мог купить яхту побольше?» Эти заявления иллюстрируют ощутимые последствия информационной войны Дугана против дискуссий вокруг помощи Украине.
Одним из наиболее поразительных результатов этой изощрённой кампании информационной войны является её значительное влияние на законодательные решения США, что, в частности, привело к колебаниям Конгресса и последующему отказу одобрить дополнительное финансирование Украины в поддержку военных усилий. Именно стратегическое распространение этих нарративов и использование информации как оружия повлияло на принятие такого решения . Это подчёркивает особую эффективность кампании в оказании влияния на ключевые действия правительства.

#### Влияние и отголоски деятельности Дугана
Отголоски нарративных кампаний Дугана заставляют сомневаться в честности распределения помощи и разжигая дебаты по поводу выделения военной помощи Украине. Вплетая безосновательные нарративы в ткань политической риторики, деятельность Дугана бросает тень на процессы демократического дискурса и принятия решений, где былая уверенность исчезает, уступая место интроспекции и скептицизму.
Последствия кампаний информационной войны Дугана фундаментальны и подчёркивают будущее, в котором информационная война, вооружённая технологиями и психологическими манипуляциями, станет доминирующей силой в формировании геополитических ландшафтов. История с "DC Weekly", вероятно служит предвестником новой эры, где нарративы являются одновременно и оружием, и валютой в глобальной борьбе за влияние и власть. 
Беспрецедентный масштаб и изощрённость кампании информационной войны Джона Марка Дугана , сосредоточенной вокруг "DC Weekly" и других сайтов, предположительно ему принадлежащих, знаменуют собой поворотный момент в эволюции нарративных манипуляций. Поскольку в эпоху цифровых технологий грань между правдой и выдумкой стирается, деятельность Дугана предлагает заглянуть в будущее глобальной политики, в котором владение информацией равносильно обладанию самой властью.